# ALAD
ALAD (англ. Aminolevulinate dehydratase) – білок, який кодується однойменним геном, розташованим у людей на короткому плечі 9-ї хромосоми. Довжина поліпептидного ланцюга білка становить 330 амінокислот, а молекулярна маса — 36 295.
| 10         |  | 20         |  | 30         |  | 40         |  | 50         |
| ---------- |  | ---------- |  | ---------- |  | ---------- |  | ---------- |
| MQPQSVLHSG |  | YFHPLLRAWQ |  | TATTTLNASN |  | LIYPIFVTDV |  | PDDIQPITSL |
| PGVARYGVKR |  | LEEMLRPLVE |  | EGLRCVLIFG |  | VPSRVPKDER |  | GSAADSEESP |
| AIEAIHLLRK |  | TFPNLLVACD |  | VCLCPYTSHG |  | HCGLLSENGA |  | FRAEESRQRL |
| AEVALAYAKA |  | GCQVVAPSDM |  | MDGRVEAIKE |  | ALMAHGLGNR |  | VSVMSYSAKF |
| ASCFYGPFRD |  | AAKSSPAFGD |  | RRCYQLPPGA |  | RGLALRAVDR |  | DVREGADMLM |
| VKPGMPYLDI |  | VREVKDKHPD |  | LPLAVYHVSG |  | EFAMLWHGAQ |  | AGAFDLKAAV |
| LEAMTAFRRA |  | GADIIITYYT |  | PQLLQWLKEE |  |            |  |            |

A: Аланін

C: Цистеїн

D: Аспарагінова кислота

E: Глутамінова кислота

F: Фенілаланін

G: Гліцин

H: Гістидин

I: Ізолейцин

K: Лізин

L: Лейцин

M: Метіонін

N: Аспарагін

P: Пролін

Q: Глутамін

R: Аргінін

S: Серин

T: Треонін

V: Валін

W: Триптофан

Кодований геном білок за функціями належить до ліаз, фосфопротеїнів. 
Задіяний у такому біологічному процесі, як альтернативний сплайсинг. 
Білок має сайт для зв'язування з іонами металів, іоном цинку. 